# Maceo Parker

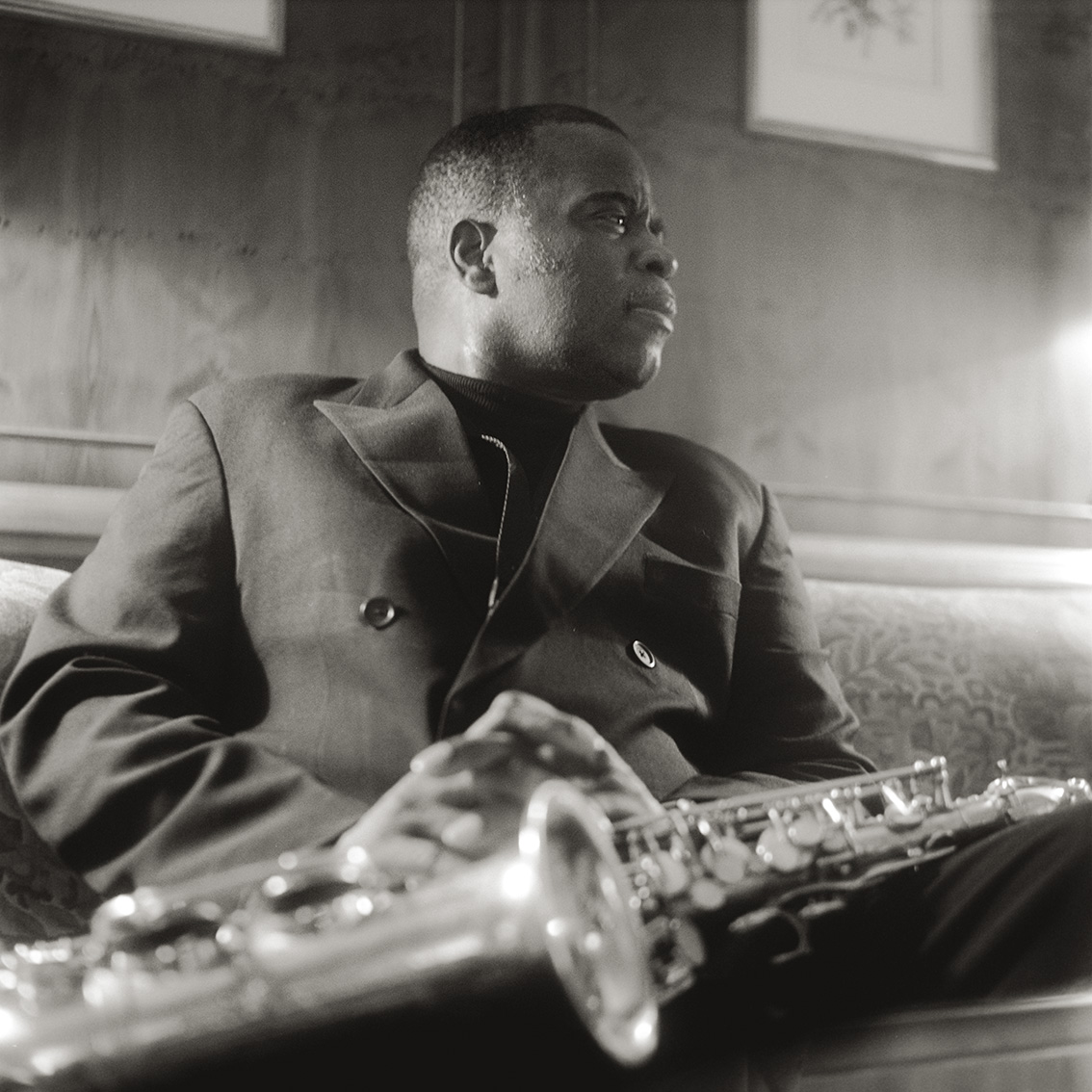
Hamburgo/Alemania 2000

Maceo Parker (/ˈmeɪsiːoʊ/; 14 de febrero de 1943) es un cantante y saxofonista estadounidense de funk, soul y jazz. Es mundialmente conocido por su trabajo con James Brown en la década de los sesenta, con el grupo Parliament-Funkadelic en los setenta y más recientemente con Prince.
Parker era un solista prominente en muchas de las grabaciones que catapultaron a Brown a la fama, siendo además una parte dominante de su banda, tocando el saxofón alto, tenor y barítono. Desde principios de los noventa trabaja en solitario.

## Biografía
Parker nació en Kinston, Carolina del Norte. Su padre tocaba el piano, la batería y, junto con su esposa, cantaban en la iglesia. Su hermano, Melvin, también tocaba la batería y su hermano Kellis el trombón. El primero y Parker se unieron a James Brown en 1964, aunque Brown quería inicialmente que Melvin fuera el batería, pero aceptó contar con Maceo.
Parker, Melvin y algunos integrantes de la banda de Brown fundaron en 1970 Maceo & All the King's Men, que estuvo de gira dos años. En 1974, Parker regresó con Brown para, un año después, volver a marcharse y unirse a la banda de George Clinton Parliament-Funkadelic. Entre 1984 y 1988 Parker volvió a trabajar con Brown.

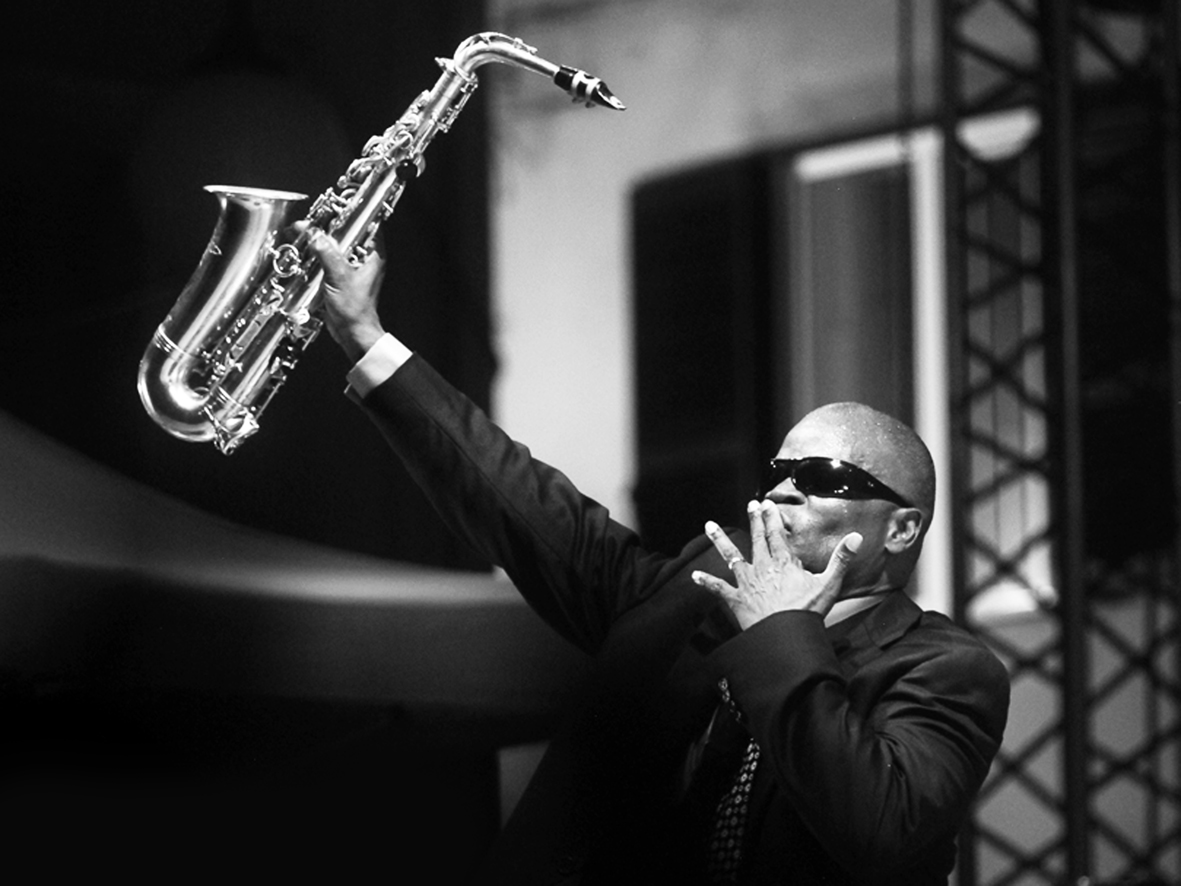
Maceo Parker en el Liri Blues Festival, Italia (2009)

En la década de los noventa comenzó una carrera en solitario. Su primer álbum en este período, Roots Revisited, se colocó durante diez semanas en lo más alto de las listas de Jazz contemporáneo en Estados Unidos. Hasta la fecha ha lanzado un total de 11 álbumes en solitario desde 1990. Por otra parte, su banda ha sido calificada como la orquesta funk más grande del mundo o la banda del millón de dólares.
En su álbum en vivo de 1992 Life on Planet Groove trabaja con la saxofonista holandesa Candy Dulfer. En 1993, Parker hizo varias apariciones como invitado en el álbum Buhloone Mindstate del grupo de hip-hop De La Soul. A finales de esta década, Parker comenzó a colaborar de manera semi-regular con Prince, acompañando en las giras a su banda, The New Power Generation. También ha trabajado con Jane's Addiction en la canción My Cat's Name is Maceo para su álbum recopilatorio Kettle Whistle de 1997. En 1998, Parker actuó como invitado en el concierto de Dave Matthews Band, el cual se convirtió en uno de sus primeros álbumes en vivo: Live in Chicago 12.19.98.
En 2007, Parker actuó con Prince en las 21 Noches de Prince en el Millennium Dome y en el Foro de Los Ángeles en 2011. El álbum de Maceo, Roots & Grooves con el WDR Big Band es un homenaje a Ray Charles, a quien Parker cita como una de sus influencias más importantes. El álbum ganó un Jammie para el mejor álbum de jazz en 2009. Posteriormente, y tras el éxito recibido, volvió a colaborar con WDR Big Band en 2012 con el álbum Soul Classics. En octubre de 2011, Parker fue incluido en el Salón de la Fama de Carolina del Norte. Por su parte, en julio de 2012 fue galardonado con el premio Lifetime Achievement de Victoires Du Jazz en París, Francia. En mayo de 2016, Parker recibió de su estado natal el North Carolina Heritage Award.
Actualmente sigue viajando y encabezando las listas de numerosos festivales de jazz en Europa y haciendo hasta 290 conciertos al año.

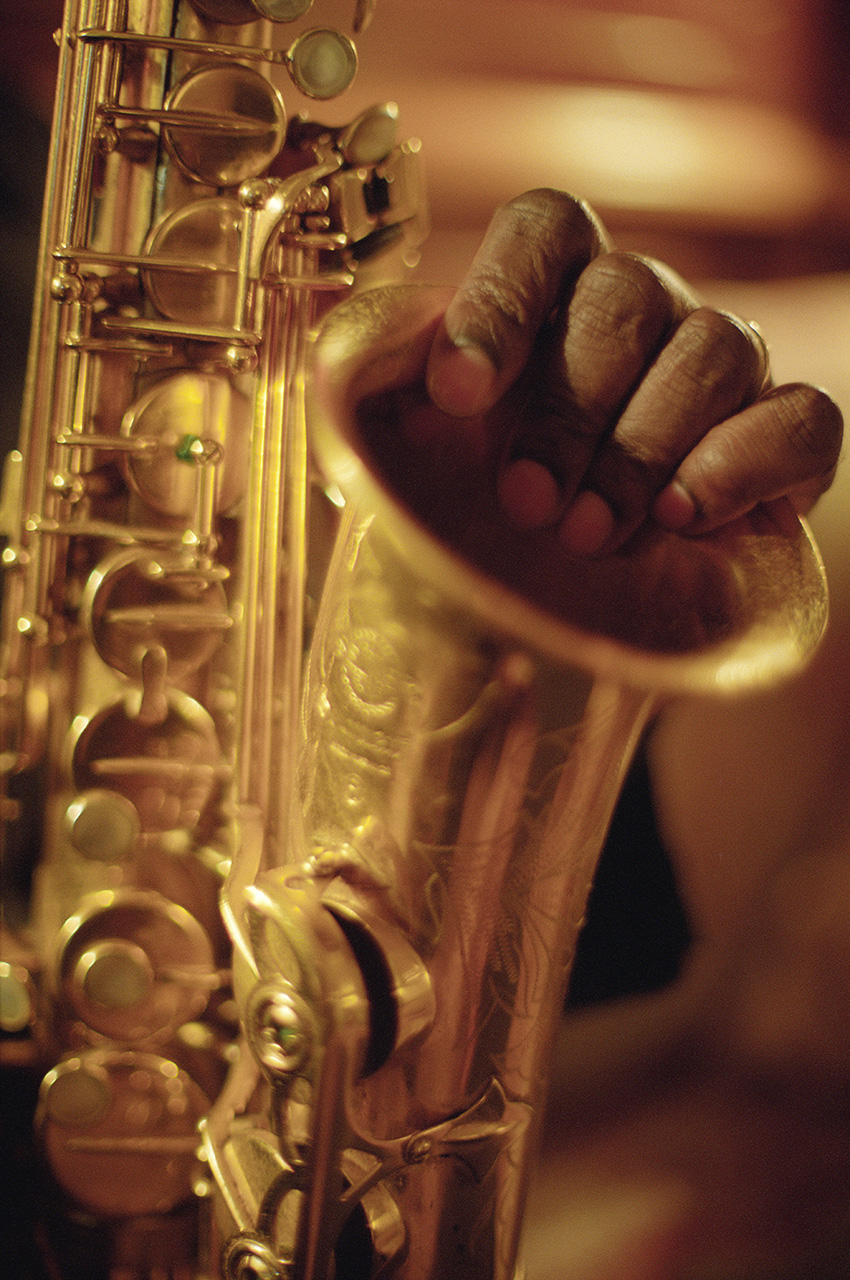
Hamburgo/Alemania 2000

## Discografía

### Como líder de banda
| Año  | Artista                    | Álbum                  | Sello discográfico                  |
| ---- | -------------------------- | ---------------------- | ----------------------------------- |
| 1970 | Maceo & All the King's Men | Doing Their Own Thing  | House of the Fox / Charly Records   |
| 1972 | Maceo & All the King's Men | Funky Music Machine    | Excello                             |
| 1974 | Maceo                      | Us                     | People / P-Vine                     |
| 1989 | Maceo Parker               | For All the King's Men | 4th & Broadway                      |
| 1990 | Maceo Parker               | Roots Revisited        | Verve / Minor Music                 |
| 1991 | Maceo Parker               | Mo' Roots              | Verve / Minor Music                 |
| 1992 | Maceo Parker               | Life on Planet Groove  | Verve / Minor Music                 |
| 1993 | Maceo Parker               | Southern Exposure      | Jive / Novus / Minor Music          |
| 1994 | Maceo Parker               | Maceo (Soundtrack)     | Minor Music                         |
| 1998 | Maceo Parker               | Funk Overload          | What Are Records? / ESC             |
| 2000 | Maceo Parker               | Dial: M-A-C-E-O        | What Are Records? / ESC             |
| 2003 | Maceo Parker               | Made by Maceo          | What Are Records? / ESC             |
| 2004 | Maceo Parker               | My First Name Is Maceo | Minor Music                         |
| 2005 | Maceo Parker               | School's In!           | BHM Productions                     |
| 2007 | Maceo Parker               | Roots & Grooves        | Intuition / Heads Up                |
| 2012 | Maceo Parker               | Soul Classics          | Listen2 Entertainment / Razor & Tie |

### Como sesionista
| Año  | Artista                             | Álbum                                           | Sello discográfico     |
| ---- | ----------------------------------- | ----------------------------------------------- | ---------------------- |
| 1964 | James Brown                         | Out of Sight                                    | PolyGram               |
| 1969 | James Brown                         | Say It Loud, I'm Black and I'm Proud            | Polydor / Umgd         |
| 1970 | James Brown                         | Sex Machine                                     | Polydor / Umgd         |
| 1972 | James Brown                         | Get on the Good Foot                            | PolyGram               |
| 1972 | Johnny Hammond                      | The Prophet                                     | Kudu                   |
| 1973 | James Brown                         | The Payback                                     | Polydor / Umgd         |
| 1974 | James Brown                         | Hell                                            | Polydor / Umgd         |
| 1975 | James Brown                         | Reality                                         | PolyGram               |
| 1976 | Bootsy Collins                      | Stretchin' Out in Bootsy's Rubber Band          | Warner Bros.           |
| 1976 | Parliament                          | The Clones of Dr. Funkenstein                   | Island / Mercury       |
| 1975 | Parliament                          | Mothership Connection                           | Island / Mercury       |
| 1977 | Bootsy Collins                      | Ahh... The Name Is Bootsy, Baby!                | Warner Bros.           |
| 1977 | Parliament                          | Live: P-Funk Earth Tour                         | Island / Mercury       |
| 1977 | Parliament                          | Funkentelechy Vs. the Placebo Syndrome          | Island / Mercury       |
| 1977 | Fred Wesley                         | A Blow for Me, A Toot for You                   | Atlantic               |
| 1978 | Parliament                          | Motor Booty Affair                              | Island / Mercury       |
| 1978 | Bernie Worrell                      | All the Woo in the World                        | Arista                 |
| 1979 | Bootsy Collins                      | This Boot Is Made for Fonk-N                    | Warner Bros.           |
| 1979 | Parliament                          | Gloryhallastoopid                               | MCA                    |
| 1980 | Bootsy Collins                      | Ultra Wave                                      | Warner Bros.           |
| 1980 | Parliament                          | Trombipulation                                  | PolyGram               |
| 1983 | P-Funk All Stars                    | Urban Dancefloor Guerillas                      | Sony                   |
| 1983 | George Clinton                      | You Shouldn't-Nuf Bit Fish                      | Capitol                |
| 1985 | George Clinton                      | Some of My Best Jokes Are Friends               | Capitol                |
| 1985 | Red Hot Chili Peppers               | Freaky Styley                                   | EMI                    |
| 1986 | James Brown                         | Gravity                                         | Volcano                |
| 1986 | James Brown                         | James In the Jungle Groove                      | Polydor / Umgd         |
| 1986 | Ryuichi Sakamoto                    | Futurista                                       |                        |
| 1987 | Mico Wave                           | Cookin' from the Inside Out!!!                  | Columbia               |
| 1987 | Yvonne Jackson                      | I'm Trouble                                     | Ichiban                |
| 1988 | James Brown                         | James Brown's Funky People, Pt. 2               | Polydor / Umgd         |
| 1988 | Bootsy Collins                      | What's Bootsy Doin'?                            | Sony                   |
| 1988 | Keith Richards                      | Talk Is Cheap                                   | EMI                    |
| 1989 | Criminal Element Orchestra          | Locked Up                                       | Atlantic               |
| 1990 | Various Artists                     | Gramavision 10th Anniversary Sampler            | Gramavision            |
| 1990 | Deee-Lite                           | World Clique                                    | Elektra / Wea          |
| 1990 | Living Colour                       | Time's Up                                       | Sony                   |
| 1990 | P-Funk All Stars                    | Live at the Beverly Theatre in Hollywood        | Westbound              |
| 1990 | Fred Wesley                         | New Friends                                     | PolyGram               |
| 1990 | Rev. Billy C. Wirtz                 | Backslider's Tractor Pull                       | HighTone               |
| 1991 | James Brown                         | Messing with the Blues                          | PolyGram               |
| 1991 | Material                            | The Third Power                                 | Axiom                  |
| 1991 | Bernie Worrell                      | Funk of Ages                                    | Rhino                  |
| 1991 | Kenny Neal                          | Walking on Fire                                 | Alligator              |
| 1991 | Various Artists                     | House Party 2                                   | MCA                    |
| 1992 | Bachir Attar                        | The Next Dream                                  | CMP                    |
| 1992 | 10,000 Maniacs                      | Our Time in Eden                                | Elektra / Wea          |
| 1992 | Deee-Lite                           | Infinity Within                                 | Elektra / Wea          |
| 1993 | Various Artists                     | The Best Jazz Is Played with Verve              | PolyGram               |
| 1993 | George Clinton                      | "P" Is the Funk                                 | AEM                    |
| 1993 | Candy Dulfer                        | Sax-A-Go-Go                                     | Sony                   |
| 1993 | Color Me Badd                       | Time and Chance                                 | Warner Bros.           |
| 1993 | Bernie Worrell                      | Blacktronic Science                             | Gramavision            |
| 1993 | Bryan Ferry                         | Taxi                                            | Warner Bros.           |
| 1993 | Various Artists                     | Manifestation: Axiom Collection II              | PolyGram               |
| 1993 | James Brown                         | Soul Pride: The Instrumentals (1960–1969)       | PolyGram               |
| 1993 | De La Soul                          | Buhloone Mindstate                              | Rhino                  |
| 1993 | Hans Theessink                      | Call Me                                         | Deluge                 |
| 1993 | Dave Koz                            | Lucky Man                                       | Capitol                |
| 1993 | George Clinton                      | Plush Funk                                      | Aem                    |
| 1993 | Bernie Worrell                      | Blacktronic Science                             | Gramavision            |
| 1994 | Bootsy Collins                      | Blasters of the Universe                        | Rykodisc               |
| 1994 | Pedro Abrunhosa                     | Viagens                                         | PolyGram               |
| 1994 | Bryan Ferry                         | Mamouna                                         | Virgin                 |
| 1994 | Nils Landgren Funk Unit             | Live in Stockholm                               | Red Horn               |
| 1992 | The JB Horns                        | I Like It Like That                             | Soulciety              |
| 1995 | Parliament                          | The Best of Parliament: Give Up the Funk        | PolyGram               |
| 1995 | Fred Wesley                         | Say Blow by Blow Backwards                      | Aem                    |
| 1995 | Larry Goldings                      | Whatever It Takes                               | Warner Bros.           |
| 1995 | Brooklyn Funk Essentials            | Cool And Steady And Easy                        | Groovetown Records     |
| 1995 | Varios artistas                     | Back to Basics, Vol. 2                          | Instinct               |
| 1996 | James Brown                         | Foundations Of Funk: A Brand New Bag            | Polydor / Umgd         |
| 1996 | Varios artistas                     | Little Magic in a Noisy World                   | Act                    |
| 1996 | Varios artistas                     | A Celebration of Blues: The New Breed           | Celeb. of Blues        |
| 1997 | Varios artistas                     | Booming on Pluto: Electro for Droids            | Ambient                |
| 1997 | Kenny Neal                          | Deluxe Edition                                  | Alligator              |
| 1997 | Phil Upchurch                       | Whatever Happened to the Blues                  | Go Jazz                |
| 1999 | Ani DiFranco                        | To The Teeth                                    | Righteous Babe Records |
| 1999 | Prince                              | Rave Un2 The Joy Fantastic                      | NPG                    |
| 2001 | Dave Matthews Band                  | Live in Chicago 12.19.98                        | RCA                    |
| 2001 | Ani DiFranco                        | Revelling/Reckoning                             | Righteous Babe Records |
| 2002 | Prince y The New Power Generation   | One Nite Alone... Live!                         | NPG                    |
| 2002 | Prince and The New Power Generation | One Nite Alone... the aftershow: it ain't over! | NPG                    |
| 2003 | Prince and The New Power Generation | C-Note                                          | NPG                    |
| 2004 | Prince                              | Musicology                                      | NPG / Columbia         |
| 2006 | Prince                              | 3121                                            | NPG / Universal        |
| 2007 | Prince                              | Planet Earth                                    | NPG / Columbia         |
| 2007 | Varios artistas                     | Goin' Home: A Tribute to Fats Domino            | Vanguard               |
| 2008 | Prince                              | Indigo Nights                                   | NPG                    |
| 2009 | Prince                              | Lotusflower                                     | NPG                    |

### Filmografía
| Año  | Artista      | Álbum                         | Sello discográfico |
| ---- | ------------ | ----------------------------- | ------------------ |
| 2000 | Prince       | Rave Un2 the Year 2000        | NPG Music Club     |
| 2002 | Maceo Parker | Roots Revisited               | Arthaus Musik      |
| 2003 | Prince       | Live at the Aladdin Las Vegas | NPG Music Club     |
| 2004 | Maceo Parker | My First Name Is Maceo        | Minor Music        |